# Pablo Cardozo
Pablo Cardozo (Buenos Aires, 23 de diciembre de 1972) es un ex-futbolista argentino nacionalizado australiano. Jugaba de delantero y su primer club fue el Sydney Olympic FC.

## Carrera
Nacido en Argentina y emigrado a Australia de pequeño, comenzó su carrera en 1990 jugando para el Sydney Olympic FC. Jugó para ese club hasta 1992. En ese año se pasó al Warringah Dolphins. En 1993 se pasó al CYC Stanmore. En ese año se fue al West Adelaide SC, en donde jugó hasta 1998. En ese año se fue a Austria para jugar en el Rapid Viena. Ese año regresó a Australia para volver a jugar en el Sydney Olympic FC, en donde estuvo hasta el año 2000. En ese año, Pablo se fue a Grecia para jugar en el Athinaikos FC. En 2001 regresó a Australia para sumarse a las filas del Northern Spirit FC, donde se mantuvo jugando hasta 2002. En ese año se fue al Parramatta Power, manteniéndose ligado a ese club hasta 2003. En ese año regresó al Sydney Olympic FC, jugando hasta 2004. En ese año se pasó al Stanmore City Hawks. Ese año se pasó a las filas del Sydney United, en donde jugó hasta 2005, cuando ese año se fue al Melbourne Knights. En ese año se fue a Nueva Zelanda para integrarse al plantel del Waitakere United, en donde jugó hasta 2006. Ese año regresó a Australia para jugar nuevamente en el Sydney United. estando ahí hasta 2007. Ese año se pasó al Bankstown City Lions. En ese año se fue al Oakleigh Cannons FC, en donde jugó hasta 2008. Ese año se pasó al Richmond SC. En 2009 se pasó al Green Gully SC. En 2010 se fue al Fraser Park FC, en donde se retiró.

## Selección nacional
A pesar de haber nacido en Argentina, se nacionalizó australiano y fue internacional con la Selección de fútbol de Australia en 2000.

## Clubes
| Club                 | País          | Año       |
| -------------------- | ------------- | --------- |
| Sydney Olympic FC    | Australia     | 1990-1992 |
| Warringah Dolphins   | Australia     | 1992      |
| CYC Stanmore         | Australia     | 1993      |
| West Adelaide SC     | Australia     | 1993-1998 |
| Rapid Viena          | Austria       | 1998      |
| Sydney Olympic FC    | Australia     | 1998-2000 |
| Athinaikos FC        | Grecia        | 2000      |
| Northern Spirit FC   | Australia     | 2001-2002 |
| Parramatta Power     | Australia     | 2002-2003 |
| Sydney Olympic FC    | Australia     | 2003-2004 |
| Stanmore City Hawks  | Australia     | 2004      |
| Sydney United        | Australia     | 2004-2005 |
| Melbourne Knights    | Australia     | 2005      |
| Waitakere United     | Nueva Zelanda | 2005-2006 |
| Sydney United        | Australia     | 2006-2007 |
| Bankstown City Lions | Australia     | 2007      |
| Oakleigh Cannons FC  | Australia     | 2007-2008 |
| Richmond SC          | Australia     | 2008      |
| Green Gully SC       | Australia     | 2009      |
| Fraser Park FC       | Australia     | 2010      |